# Okręgowe rozgrywki w piłce nożnej woj. rzeszowskiego (1951)
Rozgrywki okręgowe w województwie rzeszowskim w sezonie 1951.

OZPN Rzeszów

## Klasa Wojewódzka - OZPN Rzeszów
Grupa I
| Poz. | Klub             | M  | Pkt. | Mecze | Mecze | Mecze | Bramki | Bramki |
| Poz. | Klub             | M  | Pkt. | zwy.  | rem.  | por.  | zdob.  | stra.  |
| ---- | ---------------- | -- | ---- | ----- | ----- | ----- | ------ | ------ |
| 1    | Włókniarz Krosno | 14 | 21   |       |       |       | 51     | 20     |
| 2    | Unia Gorlice     | 14 | 18   |       |       |       | 37     | 31     |
| 3    | Stal Rzeszów     | 13 | 17   |       |       |       | 38     | 16     |
| 4    | Stal Mielec      | 14 | 15   |       |       |       | 43     | 28     |
| 5    | Unia Jasło       | 14 | 12   |       |       |       | 23     | 34     |
| 6    | Ogniwo Rzeszów   | 14 | 11   |       |       |       | 10     | 49     |
| 7    | Unia Krosno      | 14 | 10   |       |       |       | 16     | 42     |
| 8    | Gwardia Krosno   | 13 | 6    |       |       |       | 21     | 61     |

| Poz. | Klub              | M  | Pkt. | Mecze | Mecze | Mecze | Bramki | Bramki |
| Poz. | Klub              | M  | Pkt. | zwy.  | rem.  | por.  | zdob.  | stra.  |
| ---- | ----------------- | -- | ---- | ----- | ----- | ----- | ------ | ------ |
| 1    | Kolejarz Przemyśl | 14 | 21   | 9     | 3     | 2     | 28     | 12     |
| 2    | Gwardia Rzeszów   | 14 | 19   | 8     | 3     | 3     | 38     | 17     |
| 3    | Stal Stalowa Wola | 14 | 19   | 9     | 1     | 4     | 36     | 17     |
| 4    | Spójnia Jarosław  | 14 | 15   | 6     | 3     | 5     | 22     | 24     |
| 5    | Spójnia Rzeszów   | 14 | 12   | 5     | 2     | 7     | 31     | 35     |
| 6    | Unia Przeworsk    | 14 | 11   | 4     | 3     | 7     | 15     | 26     |
| 7    | Kolejarz Jarosław | 14 | 8    | 1     | 6     | 7     | 13     | 27     |
| 8    | Gwardia Przemyśl  | 14 | 7    | 2     | 3     | 9     | 10     | 35     |

| Poz. | Klub              | M  | Pkt. | Mecze | Mecze | Mecze | Bramki | Bramki |
| Poz. | Klub              | M  | Pkt. | zwy.  | rem.  | por.  | zdob.  | stra.  |
| ---- | ----------------- | -- | ---- | ----- | ----- | ----- | ------ | ------ |
| 1    | Kolejarz Przemyśl | 14 | 21   | 9     | 3     | 2     | 28     | 12     |
| 2    | Gwardia Rzeszów   | 14 | 19   | 8     | 3     | 3     | 38     | 17     |
| 3    | Stal Stalowa Wola | 14 | 19   | 9     | 1     | 4     | 36     | 17     |
| 4    | Spójnia Jarosław  | 14 | 15   | 6     | 3     | 5     | 22     | 24     |
| 5    | Spójnia Rzeszów   | 14 | 12   | 5     | 2     | 7     | 31     | 35     |
| 6    | Unia Przeworsk    | 14 | 11   | 4     | 3     | 7     | 15     | 26     |
| 7    | Kolejarz Jarosław | 14 | 8    | 1     | 6     | 7     | 13     | 27     |
| 8    | Gwardia Przemyśl  | 14 | 7    | 2     | 3     | 9     | 10     | 35     |

- Rzeszowska klasa wojewódzka liczyła w 1951 szesnastu uczestników, podzielonych na dwie grupy po osiem zespołów. Sezon trwał od 26 marca[1][2] do 24 czerwca 1951[3].
- Zwycięzcami sezonu w grupach były drużyny Włókniarza Krosno[4][5] i Kolejarz Przemyśl[6][7]. Zaległe spotkanie rozegrano jeszcze w sierpniu 1951[8]

- Po zakończeniu sezonu decyzją Sekcji Piłki Nożnej WKKF w Przemyślu przyznano dwa walkowery na niekorzyść Kolejarza Przemyśl za mecze z Gwardią Przemyśl i z Gwardią Rzeszów z powodu występów w barwach Kolejarza trzech zawodników pozyskanych z Kolejarza Nowy Sącz (Tadeusz Konieczny, Jerzy Marszał, Zbigniew Opoka), którym wystawiono fałszywe zaświadczenia o zatrudnieniu w PKP Przemyśl[9]. W związku z odjęciem czterech punktów Kolejarzowi Przemyśl mistrzem grupy II została ogłoszona Gwardia Rzeszów[10] i jednocześnie zapowiedziano finał klasy wojewódzkiej Gwardia Rzeszów – Włókniarz Krosno[11].
- 05.VII.1951 (Rzeszów): Gwardia Rzeszów – Włókniarz Krosno 1:2 (1:2). Gole: Lewiński / Samisz, Wereszczak[12]
- 09.VII.1951 (Przemyśl): Włókniarz Krosno – Gwardia Rzeszów 5:2 (2:0). Gole: Gbyl (cztery), Cieślik / Jurkiewicz (dwa)[13]

Po zakończeniu drugiego spotkania powyższego dwumeczu decyzją GKKF ogłoszono wstrzymanie wyłonienia mistrza klasy wojewódzkiej rzeszowskiej i zapowiedziano zebranie WKKF w Rzeszowie celem ponownego rozpatrzenia sprawy Kolejarza Przemyśl. Sekcja Piłki Nożnej GKKF anulowała wcześniejsze postanowienia WKKF w Rzeszowie, przyznające walkowery na niekorzyść Kolejarza Przemyśl za mecze z Gwardią Przemyśl i z Gwardią Rzeszów, przywracając wyniki uzyskane na boisku (sprawa dotyczyły transferów zawodników z Kolejarza Nowy Sącz do Kolejarza Przemyśl). Zgodnie z powyższym został rozegrany dwumecz Włókniarz Krosno – Kolejarz Przemyśl o mistrzostwo rzeszowskiej klasy wojewódzkiej. Z uwagi na brak rozstrzygnięcia, został rozegrany trzeci mecz na neutralnym boisku w Rzeszowie.
- 20.VII.1951 (Krosno): Włókniarz Krosno – Kolejarz Przemyśl 1:2 (0:1). Gole: Gbyl 76' / Drzewiński 34', Opoka 83'. Widownia: ponad 3000[14].
- 23.VII.1951 (Przemyśl): Kolejarz Przemyśl – Włókniarz Krosno 0:2 (0:1). Gole: Cieślik 28', Samisz 66'. Widownia: ponad 3000[15].
- 26.VII.1951 (Rzeszów, stadion Gwardii): Kolejarz Przemyśl – Włókniarz Krosno 1:2 (0:0). Gole: Drzewiński 59' / Gbyl (k.) 74', Szafrański 85'[16][17].

Włókniarz Krosno awansował do baraży od II ligę.

### Baraże o wejście do klasy wojewódzkiej
Do grudnia 1951 rozgrywano baraże o wejście do klasy wojewódzkiej.